# Chrysolampus elegans
Espèce
Chrysolampus elegans est une espèce d'hyménoptères de la famille des Perilampidae et de la sous-famille des Chrysolampinae. Elle a une répartition néarctique.